# 1. FC Lok Stendal
El 1. FC Lok Stendal es un  club de fútbol de la asociación alemana que juega en la ciudad de Stendal, Sajonia-Anhalt y juega en la Oberliga Nordost, la quinta división de fútbol del país.

## Historia
Fundado en 1909, el FC Viktoria Stendal se disolvió después de la Segunda Guerra Mundial y se restableció en la zona de ocupación soviética de Alemania en 1945 como SG Stendal-Nord. El club sufrió una serie de cambios en rápida sucesión. Se renombró Blau-Weiss Stendal en 1948 y luego SG Eintracht Stendal en abril de 1949. Al final del año, Eintract se fusionó con dos lados del ferrocarril - BSG Reichsbahn Stendal y BSG RAW Stendal, después surgirá brevemente en diciembre como SG Hans Wendler Stendal. La práctica de honrar a la industria en el estado del trabajador a través del cambio de nombre de los clubes de fútbol era común en Alemania del Este. Hans Wendler era un ingeniero que desarrolló un método para utilizar el polvo de las abundantes reservas de carbón marrón de baja calidad del país para alimentar locomotoras viejas, por lo que fue brevemente honrado al tener uno de los equipos de fútbol patrocinados por ferrocarriles que lleva su nombre. El equipo finalmente fue apodado  BSG Lokomotive Stendal  en 1950. [cita requerida]
El Lok pasó la mayor parte de los años 1950 y 1960 en la máxima división DDR-Oberliga. Sin embargo, fueron un equipo perenne en la mesa baja y su mejor resultado en ese nivel fue un cuarto puesto. Cayeron en la DDR-Liga de segundo nivel en 1968 para jugar en la década de 1970 y principios de 1980. La mayor parte del resto de la década de 1980 se gastó en competencias de nivel de tercera y cuarta división. [cita requerida]
Con la reunificación alemana en 1990 el club cambió su nombre a FSV Lok Altmark Stendal y después de un año en la liga de transición, Lok Altmark fue sembrado en el tercer nivel en la NOFV-Oberliga Mitte y, de 1994 a 2000, en la Regionalliga Nordost. El equipo disfrutó de una carrera exitosa en la Copa de Alemania de 1995, avanzando tan lejos como hasta los cuartos de final donde se pusieron a la par del equipo de la 1. Bundesliga Bayer Leverkusen hasta llegar a los penales. [cita requerida]
Con el nuevo milenio, el club se desplazó hasta la NOFV-Oberliga Nord (VI) y en 2002 estaban en quiebra y a la deriva. Una unión con el pequeño club local 1. FC Stendal les dio un nuevo comienzo en la Verbandsliga Sachsen-Anhalt (VI desde 2008, anteriormente V) donde en la temporada 2016-17 terminaron en el primer lugar y lograron el ascenso a la Oberliga Nordost donde juegan hoy.

## Temporadas
| Temporadas desde 1990 | Temporadas desde 1990             | Temporadas desde 1990                 |
| --------------------- | --------------------------------- | ------------------------------------- |
| 1990/91               | NOFV-Liga, Staffel A              | 8. (II.Liga)                          |
| 1991/92               | Oberliga Nordost, Temporada media | 5. (III. Liga)                        |
| 1992/93               | Oberliga Nordost, Temporada media | 7.                                    |
| 1993/94               | Oberliga Nordost, Temporada media | 4.                                    |
| 1994/95               | Regionalliga Nordost              | 15. (III. Liga)                       |
| 1995/96               | Regionalliga Nordost              | 8.                                    |
| 1996/97               | Regionalliga Nordost              | 11.                                   |
| 1997/98               | Regionalliga Nordost              | 9.                                    |
| 1998/99               | Regionalliga Nordost              | 12.                                   |
| 1999/00               | Regionalliga Nordost              | 16. (Descenso a IV. Liga)             |
| 2000/01               | Oberliga Nordost, Staffel Nord    | 5.                                    |
| 2001/02               | Oberliga Nordost, Staffel Nord    | 15.                                   |
| 2002/03               | Oberliga Nordost, Staffel Nord    | 16. (Descenso a V. Liga)              |
| 2003/04               | Verbandsliga Sachsen-Anhalt       | 4.                                    |
| 2004/05               | Verbandsliga Sachsen-Anhalt       | 2.                                    |
| 2005/06               | Verbandsliga Sachsen-Anhalt       | 8.                                    |
| 2006/07               | Verbandsliga Sachsen-Anhalt       | 14.                                   |
| 2007/08               | Verbandsliga Sachsen-Anhalt       | 12.                                   |
| 2008/09               | Verbandsliga Sachsen-Anhalt       | 12. (a partir de ahora como VI. Liga) |
| 2009/10               | Verbandsliga Sachsen-Anhalt       | 10.                                   |
| 2010/11               | Verbandsliga Sachsen-Anhalt       | 13.                                   |
| 2011/12               | Verbandsliga Sachsen-Anhalt       | 11.                                   |
| 2012/13               | Verbandsliga Sachsen-Anhalt       | 7.                                    |
| 2013/14               | Verbandsliga Sachsen-Anhalt       | 4.                                    |
| 2014/15               | Verbandsliga Sachsen-Anhalt       | 7.                                    |
| 2015/16               | Verbandsliga Sachsen-Anhalt       | 6.                                    |
| 2016/17               | Verbandsliga Sachsen-Anhalt       | 1. (Ascenso a V. Liga)                |
| 2017/18               | Oberliga Nordost, Temporada sur   |                                       |

## Palmarés
Los logros del club:
- Copa de Sajonia-Anhalt
  - Ganadores: 1992, 1995, 1996
  - Subcampeones: 1998, 2003